# Robert Ciboule
Pour les articles homonymes, voir Ciboule (homonymie).
Robert Ciboule est un clerc séculier parisien, théologien, né vers 1403 à Breteuil, en Normandie, et mort à Paris le 11 août 1458,. On ne sait que peu de choses sur ses origines, - sa date de naissance n'est d'ailleurs qu'une supposition -, mais sa carrière est mieux connue grâce aux archives des différentes institutions qu'il a fréquentées et surtout aux quelques écrits qu'il a laissés.

## Vie et carrière

### Les études de théologie et la formation universitaire
Le premier document à mentionner Robert Ciboule est un registre de la faculté de théologie de l'Université de Paris : on y apprend qu'il est reçu bachelier en 1430. Il a donc sans doute suivi un cursus un cursus universitaire classique : arrivé à Paris vers l'âge de 14 ans (vers 1417), il a d'abord étudié à la faculté des arts pendant cinq à sept ans les arts libéraux, avant de poursuivre ses études en théologie. Il gravit les différents grades de la faculté, et obtient la licence en décembre 1437 et le doctorat en février 1438.
Au sein de l'Université de Paris, il appartient, du fait de ses origines, à la nation normande, et est hébergé au collège d'Harcourt. Ces institutions offrent aux étudiants l'opportunité de participer à la vie – agitée – de l'Université : Robert Ciboule se trouve ainsi tour à tour représentant de sa nation, receveur, ambassadeur de la faculté des arts en mars 1435 à Arras où les factions royale et bourguignonne discutent la paix, enfin recteur de l'Université en 1437.

### À Paris: la prédication et la vie au chapitre de Notre-Dame
Alors qu'il obtient le grade de docteur en théologie, Robert Ciboule est déjà, semble-t-il, chanoine de Notre-Dame de Paris, et, en 1447, il achète une maison dans le cloître, pour achever son intégration au chapitre. Auprès des chanoines, il est dans un premier temps chargé de présenter un rapport sur les écoles de Paris dont le chapitre a la charge, de faire l'inventaire des ouvrages de la bibliothèque, etc. Très impliqué dans la vie religieuse et intellectuelle parisienne, Robert Ciboule est nommé, en mai 1451, chancelier de l'Université de Paris, devenant ainsi un des huit chanoines dignitaires du chapitre de Notre-Dame : il a entre autres la garde du sceau capitulaire, contrôle la rédaction des actes, et dirige les écoles capitulaires.
Surtout, en tant que clerc séculier, Robert Ciboule a la charge de l’encadrement spirituel des fidèles parisiens. Jusqu'en 1449, il est curé de la paroisse de Saint-Jacques-de-la-Boucherie, une des plus importantes de Paris ; puis, alors qu'il est chanoine, l'évêque le nomme pénitencier (responsable des cas d'absolution réservés à la juridiction épiscopale). C'est dans le cadre de ces différentes fonctions qu'il prononce plusieurs sermons, dans différentes paroisses et à l'occasion de fêtes religieuses, surtout : la prédication est en effet une des principales fonctions des maîtres en théologie, et même un devoir sacerdotal, depuis que le concile de Latran IV l'a rendue obligatoire en 1215. Ces longs discours, à la construction rigoureuse, pleins d'exemples et d'images, se prêtent particulièrement à l'édification des fidèles : les fondamentaux de la doctrine y sont longuement répétés et expliqués. Il est très vraisemblable que, comme beaucoup de dignitaires de son temps, Robert Ciboule ait souvent délégué cette charge à un subordonné, pour ne la remplir que lors des grandes occasions, comme les fêtes liturgiques.

### Autres charges auprès de la monarchie et de la papauté
En outre, Robert Ciboule est impliqué dans la vie politique du royaume. Le roi Charles VII le nomme pour participer aux ambassades royales à Bâle auprès du concile, à Florence, à Mayence, alors que le schisme entre les forces conciliaires et le pape fait rage. Il occupe par ailleurs plusieurs charges honorifiques : doyen du chapitre cathédral d'Évreux en 1453, camérier de Nicolas V. En outre, en janvier 1453, il envoie à Rouen un mémoire pour soutenir la réhabilitation de Jeanne d'Arc dans le cadre du procès instigué par le légat pontifical Guillaume d'Estouteville et l’inquisiteur Jean Bréhal ; d'autres mémoires, comme celui de Thomas Basin, sont rédigés. La carrière de Robert Ciboule, dans ses différentes étapes, n'est pas sans rappeler celles de certains de ses prédécesseurs plus célèbres, comme Pierre d'Ailly et Jean Gerson.
Le 11 août 1458, Robert Ciboule meurt dans sa maison claustrale, probablement des suites d'une maladie, comme le laissent supposer ses nombreuses absences aux réunions du chapitre quelque temps auparavant. Une messe est fondée à Notre-Dame par le chapitre, et deux autres par le collège d'Harcourt, en mémoire de l'ancien élève et proviseur.

### Le problème de nom
On trouve le nom de Robert Ciboule écrit de différentes manières dans les sources : l’orthographe n’est pas encore fixe, même pour les noms propres. On trouve Cibole, Ciboule, Cybolle, Sybolle, etc. Les quelques auteurs qui ont récemment consacré un ouvrage sur le personnage ont tous choisi d’orthographier son nom Ciboule, reprenant ce qui, d’après André Combes, correspond au plus près à la prononciation originale. Néanmoins, il faut signaler que la Bibliothèque nationale de France, dans son catalogue des autorités, préfère Robert Cibole, et rejette toutes les autres formes.

## Écrits
Sermons, lettres diplomatiques, traités spirituels, mémoire pour le procès de réhabilitation de Jeanne d’Arc… Le corpus des œuvres de Robert Ciboule, bien qu’hétérogène, reste toujours ancré dans la religion. Ses écrits nous sont parvenus surtout à l’état manuscrit, tels qu’ils ont circulé au XVe siècle.

### Les sermons
Du fait de ses fonctions auprès des fidèles, Robert Ciboule a composé plusieurs sermons. Il est impossible d'en connaître le nombre exact, mais il est probable, au vu du corpus réduit qui a subsisté, qu'un certain nombre ait disparu. On compte treize sermons (leur attribution à Robert Ciboule est quasiment certaine, mais quelques-uns ont dans un premier temps été attribué à Jean Gerson), dans plus d'une dizaine de manuscrits, conservés surtout en France, et plus particulièrement à Paris, à la Bibliothèque nationale ; il existe pour certains plusieurs copies. Il s'agit, dans la plupart des cas, de sermonnaires, des recueils de sermons constitués pour servir de modèles aux prédicateurs ; d'autres manuscrits rassemblent plusieurs textes liturgiques de différentes natures, mais touchant des thèmes similaires.
Loin des prêches spectaculaires des frères mendiants (Franciscains et Dominicains) qui marquent la vie des fidèles à la fin du Moyen âge, ces sermons montrent une prédication séculière commune, plus proche donc de ce que les fidèles devaient avoir l'habitude d’entendre. Selon la technique du sermo modernus développé par les Dominicains et les Franciscains au XIIIe siècle, le prédicateur commente un passage de la bible, souvent court, dans les moindres détails et l'interprète afin d'enseigner à son auditoire la doctrine. C'est cette volonté de s’adresser directement aux fidèles et de leur transmettre le message le plus clair possible qui pousse à employer la langue française plutôt que le latin.

### Le mémoire en faveur de la réhabilitation de Jeanne d'Arc
Mais Robert Ciboule a d'abord été connu de la recherche historique pour le mémoire, intitulé par lui Consideratio seu opinio, qu'il a rendu pour le procès de réhabilitation de Jeanne d’Arc, à la demande du cardinal d'Estouteville. Il s'y pose en faveur de la déclaration en nullité du procès de condamnation de la Pucelle. La sentence de réhabilitation est finalement prononcée le 7 juillet 1456. Ce mémoire est la première œuvre de Robert Ciboule à faire l'objet, à l'époque contemporaine, d'une édition, dans le cadre de l'entreprise de Lanéry d'Arc qui édite les pièces du procès.

### Les traités de spiritualité et autres écrits spirituels
Les œuvres théologiques et spirituelles occupent la plus large part des écrits de Robert Ciboule. Au nombre de sept, sous la forme de traités ou d'opuscules, elles reflètent, comme les sermons, la volonté de guider les fidèles sur le plan spirituel : mais, alors que la prédication est tournée vers la liturgie, elles traitent toutes de la religion exercée par chacun, préconisant prières, méditations, et exercices d'introspection. On compte donc :
- Le livre de saincte meditation en congnoissance de soy. L'œuvre majeure de Ciboule, la plus largement diffusée si on en croit le nombre de copies qui en subsistent. Elle date des environs de 1452.
- Le chemin de perfection. C'est le second traité le plus connu de Robert Ciboule, rédigé après le précédent.
- Le livre de bonne et de mauvaise conscience.
- Le bien commun.
- Réponse à une question sur le peché mortel. Ce texte est présenté comme une réponse à la requête présentée à l'auteur par une "noble dame".
- Exposition sur un extrait de l'épître aux Galates. La nature de ce texte pose problème : un fragment de sermon, ou un simple commentaire ? On n'en connaît qu'une unique copie, peut-être incomplète.
- Traduction du Psaume Beatus. Il ne s'agit pas tant d'une simple traduction du latin au français que d'un véritable commentaire, très détaillé, verset par verset.

Tous ces écrits relèvent des mêmes préoccupations, et traitent des mêmes thèmes. Écrits en français, pour toucher le plus grand nombre, ils ne s'occupent que d'édifier leurs lecteurs, de les conduire vers la perfection, en leur montrant les nombreuses étapes qui conduisent à la perfection ; les exemples sont majoritairement tirés de la Bible. Mais leurs enseignements, assez paradoxalement, relèvent d'une très grande exigence spirituelle et finalement difficile à mettre en œuvre pour le commun des fidèles, puisque Robert Ciboule préconise comme idéal un état quasi-monastique.
Pour compléter, Robert Ciboule est l'auteur de lettres écrites en 1439 en collaboration avec Martin Berruyer dans le cadre d’une mission diplomatique auprès du pape, à deux destinataires différents. Elles témoignent de la variété des activités exercées par un dignitaire religieux. Il a aussi rédigé un commentaire d’Aristote en latin, vers 1424-1425, vraisemblablement dans le cadre du cursus universitaire, pour la maîtrise de la faculté des arts.

### À la postérité
Il est difficile de connaître l'impact des écrits de Robert Ciboule. On en a cependant un aperçu en étudiant leur diffusion, ou du moins ce qu'on en sait (on connaît l'existence d'au moins une œuvre dont on ait perdu la trace, et de très nombreux manuscrits ont disparu, mais dans quelles proportions ?). Au cours du XVe siècle, ils ont été recopiés à plusieurs reprises et ont été diffusés, à Paris, Angers, Lille ou Laon, surtout dans le milieu ecclésiastique, mais dans quelques collections privées aussi.
Surtout, vers la fin du XVe et au XVIe siècles, le Livre de Saincte Méditation en congnoissance de soy et le Chemin de Perfection ont été imprimés, à plusieurs reprises. Il reste deux éditions différentes de chaque dans les collections de la Bibliothèque nationale : un exemplaire, notamment, est une réimpression de 1595 de l'édition dédiée à Charles Quint et partiellement recomposée, réactualisée, par son confesseur en 1556. Aux yeux de ce dernier, les écrits de Robert Ciboule sont porteurs, un siècle après leur rédaction et dans un contexte religieux profondément troublé par les réformes, d'un catholicisme traditionnel et peuvent servir sa défense.